# Arpenans
Arpenans település Franciaországban, Haute-Saône megyében. Lakosainak száma 242 fő (2022. január 1.). Arpenans Les Aynans, Aillevans, Mollans, Montjustin-et-Velotte, Oricourt és Vy-lès-Lure községekkel határos.

## Népesség
A település népességének változása:
| Lakosok száma | 245  | 246  | 247  | 245  | 242  | 239  | 235  | 238  | 242  |
|               | 2013 | 2015 | 2016 | 2017 | 2018 | 2019 | 2020 | 2021 | 2022 |